# Habenaria rostellifera
Habenaria rostellifera är en orkidéart som beskrevs av Heinrich Gustav Reichenbach. Habenaria rostellifera ingår i släktet Habenaria och familjen orkidéer. Inga underarter finns listade i Catalogue of Life.